# پیرابرون‌چاله‌ای‌ها
پیرابرون‌چاله‌ای‌ها (نام علمی: Parexocoetus) نام یک سرده از تیره پرنده‌ماهیان است.